# Nikolaï Sergueïevitch Troubetskoï
« Nikolaï Troubetskoï » redirige ici. Pour le prince russe du XIXe siècle, voir Nikolaï Petrovitch Troubetskoï.
Pour les articles homonymes, voir Troubetzkoy.
Le prince Nikolaï Sergueïevitch Troubetzkoï (en russe : Николай Сергеевич Трубецкой, transcription française traditionnelle Nikolaï Sergueïevitch Troubetskoï), né le 4 avril 1890 (16 avril 1890 dans le calendrier grégorien) à Moscou et mort le 25 juin 1938 à Vienne, est un linguiste russe. Membre du cercle linguistique de Prague, il fonda la morphophonologie avec Roman Jakobson et Serge Karcevski.

## Biographie
Le prince Troubetzkoï appartient à l'illustre famille des Troubetzkoï. Il est le fils du professeur de philosophie et éphémère recteur de l'université de Moscou, le prince Serge Troubetzkoï (1862-1905). Troubetskoï entre comme étudiant à l'Université de Moscou en 1908, où il étudie dans la section de linguistique comparée sous la direction de Filipp Fortunatov. Il y obtient un poste de privat-docent en 1915. Pendant l'été 1917, il séjourne à Kislovodsk, station-thermale du nord du Caucase. C'est de là qu'il gagne Tiflis puis Bakou après la révolution d'Octobre, sans être retourné à Moscou. Après le séjour à Bakou, il enseigne pendant quelque temps la grammaire comparée à l'université de Rostov-sur-le-Don. Mais la ville est prise par l'Armée rouge en janvier 1920 et Troubetskoï quitte la Russie en passant par la Crimée. 
Après un passage par Constantinople, il s'installe à Sofia où il enseigne à l'université pendant deux années, à partir de la rentrée universitaire de 1920. En 1922, il quitte la Bulgarie pour l'Autriche où il obtient un poste à l'université de Vienne. C'est dans cette ville, à partir de la rentrée universitaire de 1922, qu'il va enseigner jusqu'à sa mort en 1938. Après l'Anschluss en mars 1938, son appartement est perquisitionné par la Gestapo, ses manuscrits confisqués. Déjà malade du cœur comme l'était son père, Troubetskoï  décède d'une crise cardiaque le 25 juin, peu après cette perquisition.

## Travaux
Ses premières publications, à l'âge de 15 ans, portent sur le paganisme finno-ougrien. En 1907, il se lance dans l'étude typologique historique comparée des grammaires des langues du Caucase-nord et des langues tchoukotko-kamtchatkiennes. Une grande partie des matériaux accumulés a été perdue pendant la guerre civile russe, et a été reconstituée par Troubetskoï de mémoire.
Sur bien des points, Troubetskoï s’oppose à Ferdinand de Saussure. Cette opposition se base sur la théorie de l'eurasisme dont Troubetskoï est l'un des principaux représentants. La conséquence la plus importante pour la linguistique est que contrairement à la théorie la plus répandue dans ce domaine « les intellectuels eurasistes saisissent des langues évoluant conjointement dans des cadres géographiques déterminés, s’apparentant par convergence d’affinités, même si leurs origines sont différentes, d'où la notion de Sprachbund, marques d’une mentalité commune unifiée par une finalité commune ». Ces groupes eurasistes publient au cours des années 1920 et 1930 « des manifestes antimodernistes, hostiles aux valeurs occidentales et visant à une transformation radicale du monde ; leur idéal est un état idéocratique, dirigé par des êtres moralement supérieurs ». Néanmoins, la plupart des linguistes réserva un accueil très réservé à cette notion de Sprachbund.
La principale contribution de Troubetskoï à la linguistique se situe dans le domaine de la phonologie, en particulier dans les analyses des systèmes phonologiques des langues différentes et dans la recherche de lois phonologiques générales et universelles. Son magnum opus, Grundzüge der Phonologie (Principes de phonologie), a été publié à titre posthume. Dans ce livre, il a défini le phonème comme plus petite unité distinctive au sein de la structure d'une langue donnée. Ce travail a été crucial dans l'établissement de la phonologie comme une discipline distincte de la phonétique. Troubetskoï a également mis en évidence l'« indissociabilité » du signifiant et du signifié (la forme et le sens du mot).
Concernant les études portant sur les langues indo-européennes, Troubetskoï remet en cause l'existence d'un Indo-européen commun et d'une communauté linguistique,. Il explique que les correspondances entre les langues indo-européennes s'expliqueraient par l'emprunt mutuel. A contrario, les recherches linguistiques postérieures montreront que ces emprunts ne se réalisent que pour des éléments pris isolément, l'emprunt de morphèmes grammaticaux n'étant constaté que dans des situations très rares comme les sabirs ou les langues en voie d'extinction,.
Pour Jeroen Van Pottelberge, la thèse de Troubetskoï repose sur un certain nombre de prémisses problématiques. L'histoire transmise des langues indo-européennes montre une divergence claire et générale avec tout au plus quelques tendances plus petites et spatialement limitées vers une convergence sans caractère systématique, comme dans le cas des langues balkaniques. Troubetskoï est donc contraint de présupposer une convergence profonde suivie d'une divergence tout aussi profonde, ce qui est fort peu logique. Enfin, la gradation complète des groupes linguistiques de l'Asie occidentale à travers l'Europe jusqu'à la région méditerranéenne qu'il propose est certes « une image élégante », mais toutes les preuves substantielles lui font défaut.
La pensée de Troubetskoï reste en grande partie liée aux problématiques de son temps, son opposition à ceux qu'il nomme « les Romano-Germains » peut difficilement être comprise en dehors du dialogue « Russie-Occident » propre à cette époque. Patrick Sériot rappelle également d'autres aspects de ses publications : « son refus de l'appareil critique, dans l'absence quasi totale de références ».